# Machlolophus aplonotus
La machlolophus aplonotus és una espècie d'ocell passeriforme que pertany a la família Pàrids pròpia del subcontinent indi. Segons el Handbook of the Birds of the World, es considera coespecífica de la mallerenga de l'Índia.

## Descripció
És un ocell fàcil de reconèixer a la major part de l'Índia. Mesura al voltant de 13 cm. Les parts inferiors són grogues amb una àmplia banda negra (més ampla als mascles) que va de la gola a la cua. Presenta un gran plomall negre al pili amb les puntes grogues a la part posterior. També són negres la gola, clatell, brida i llista ocular mentre que les llistes supraciliars i galtes són grogues. Les parts superiors són de color verd oliva. Té dues franges blanques o groguenques a l'ala i les plomes exteriors de la cua són blanques. Les femelles i els joves són de tons grocs menys intensos que els mascles. A més, el color groc de les parts inferiors és menys intens a les poblacions del sud que a les del nord.

## Comportament i ecologia
És una espècie sedentària al subcontinent indi, que no es troba a Sri Lanka. És un ocell comú dels boscos tropicals oberts. És un ocell àgil i actiu, que busca insectes i aranyes a les capçades dels arbres i que de vegades també menja fruits.
Nia en cavitats dels arbres aprofitant els forats vells fets per picots o barbuts o bé perfora els seus propis forats o també utilitza les construccions humanes. La posta típica es compon de 3-5 ous blancs amb motes vermelles.

## Taxonomia
Anteriorment es classificava en el gènere Parus i es va traslladar al gènere Machlolophus després després que una anàlisi filogenètica molecular publicada el 2013 mostrés que els membres del nou gènere formaven un clade diferent.
Segons Birds of the World, es reconeixen dues subespècies:
- M. a. aplonotus (Blyth, 1847) - es troba al centre de l'Índia.
- M. a. travancoreensis (Whistler & Kinnear, 1932) - es troba al sud de l'Índia.